# Kampforden „Für Verdienste um Volk und Vaterland“
Der Kampforden „Für Verdienste um Volk und Vaterland“  war eine staatliche Auszeichnung  der Deutschen Demokratischen Republik (DDR), welche in Form eines Verdienstordens verliehen wurde.

## Überblick
Ausgezeichnet wurden damit „Hervorragende Leistungen bei der Erhöhung der Kampfkraft und Gefechtsbereitschaft der Nationalen Volksarmee und der Erfüllung der Aufgaben beim Schutz der Staatsgrenze der DDR“.
Der Orden wurde am 17. Februar 1966 in den drei Stufen Bronze, Silber, Gold gestiftet. Er wurde verliehen an Angehörige der Nationalen Volksarmee oder der Grenztruppen der DDR, bzw. deren Verbände, Truppenteile, Einrichtungen oder Kollektive, aber auch an Personen, die nicht Angehörige dieser Einrichtungen waren. Der Orden konnte in den einzelnen Stufen mehrmals verliehen werden.

## Stufeneinteilung
Die Stiftung des Kampfordens erfolgte in drei Stufen. Diese waren:
- Gold (höchste Stufe)
- Silber (mittlere Stufe)
- Bronze (unterste Stufe)

## Verleihung
Die Verleihung des Kampfordens erfolgte durch den Minister für Nationale Verteidigung anlässlich des Tages der Republik (7. Oktober), des Jahrestages der Nationalen Volksarmee (1. März), des Tages der Grenztruppen der DDR (1. Dezember) oder unmittelbar nach vollbrachten Leistungen. Zur Verleihung des Kampfordens gehörte eine Urkunde und (außer für Verbände, Truppenteile bzw. Einrichtungen) eine finanzielle Zuwendung.
Im offiziellen Wortlaut: Für besondere Verdienste
- „bei der sozialistischen Wehrerziehung der Jugend“,
- „auf dem Gebiet der Truppenführung“,
- „bei der Erziehung und Ausbildung“,
- „in der persönlichen Einsatzbereitschaft“,
- „bei der Wartung und Instandhaltung der technischen Ausrüstung und Bewaffnung und bei der Entwicklung der Militärtechnik“,
- „bei der Entwicklung der Militärwissenschaft“,
- „bei Einsätzen, die für den Aufbau und den Schutz des Sozialismus in der DDR von großem Nutzen sind“,
- „um die Festigung der Waffenbrüderschaft mit den sozialistischen Bruderarmeen“.

## Gestaltung und Trageweise

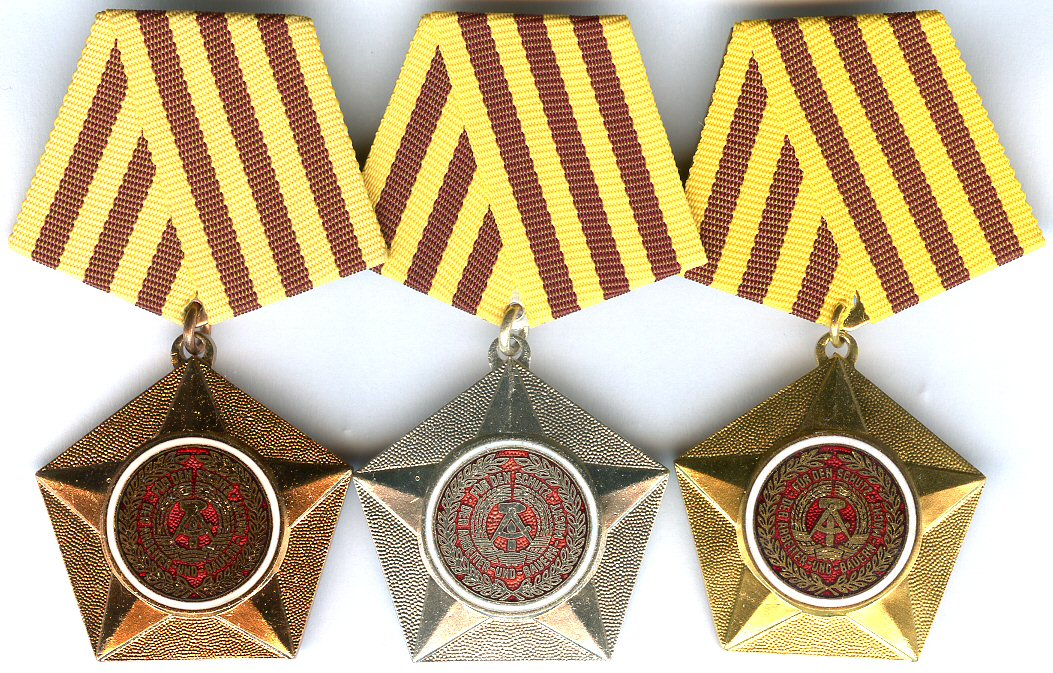

Der Orden hat die Form einer fünfeckigen gehämmerten Platte, auf die ein ebenfalls fünfstrahliger Stern in gleicher Größe aufgeprägt ist. In der Mitte befindet sich ein Medaillon, das auf rot emailliertem Grund das Staatswappen der DDR mit der Umschrift «Für den Schutz der Arbeiter-und-Bauern-Macht» und um die Umschrift rechts und links je einen halbkreisförmig gebogenen Lorbeerzweig zeigt. Das Medaillon wird von einem schmalen weiß emaillierten Ring von 22 mm Durchmesser abgeschlossen. Der Orden ist aus vergoldetem Silber, Silber oder Bronze bzw. seit 1973 aus vergoldetem, versilbertem oder bronzefarbenem Hartmetall. Er hat eine größte Breite von 40 mm. Seine Rückseite ist glatt bzw. seit 1973 erhaben gekörnt. Er wird an einer großen fünfeckigen Spange getragen, die mit gold-rotbraun gestreiftem, 24,5 mm breitem Band bezogen ist. Die vier goldenen und drei rotbraunen Streifen sind je 3,5 mm breit. (Die rechteckige Interimsspange ist mit dem gleichen Band bezogen. Auf diese sind zwei 22 mm lange gekreuzte Dolche aus Metall in den Farben der Ordensstufe aufgelegt.) Der Orden wurde auf der linken oberen Brustseite getragen.

## Ordensträger (Auswahl)
- 1968: Arno von Lenski
- 1969: Hans Rudolf Gestewitz
- 1969: Paul Laufer
- 1970: Werner Krolikowski
- 1972: Sergei Matwejewitsch Schtemenko
- 1973: Gerhard Stauch
- 1975: Gerhard Tautenhahn
- 1975: Gisela Glende
- 1975: Otto Prokop
- 1975: Siegfried Lorenz
- 1975: Peter Makowicka (posthum, für sein Bemühen, nach einem Triebwerksausfall seine MiG-21 nicht unkontrolliert über Cottbus abstürzen zu lassen)
- 1977: Heinrich Heitsch
- 1980: Hubert Ziesche
- 1981: Hans-Ludwig Ewert
- 1982: Werner Settnik
- 1982: IM Bob[1]
- 1982: Helmut Sieger
- 1982: Alexander Schalck-Golodkowski (für: „hohe persönliche Einflußnahme und Unterstützung bei der Lösung wichtiger militärökonomischer Aufgaben.“)[2]
- 1984: Walter Halbritter
- 1986: Johannes Reuter
- 1987: Horst Böhm
- Heinz-Helmuth Werner

1974 wurde der damalige MfS-Mitarbeiter und verurteilte Mörder von Czesław Kukuczka Martin Manfred N. für die Tat mit dem Kampforden in Bronze ausgezeichnet und durch Auffinden eines entsprechenden Vermerks 2016 der Tat überführt. Seine Vorgesetzten wurden in den Stufen Silber und Gold ausgezeichnet.

## Ausgezeichnet als militärische Bildungsstätte
- Schukow-Militärakademie für Kommandeure der Luftverteidigung
- Kaspische Rotbanner-Offiziershochschule der Seestreitkräfte S.M. Kirow

## Rangfolge der staatlichen Auszeichnungen der DDR (Ausschnitt)
Für das Tragen von Auszeichnungen galt eine per Verordnung im Gesetzblatt der DDR festgelegte Rangfolge, in der sich auch die Wertigkeit der jeweiligen Ehrung widerspiegelte. An der der linken oberen Brustseite waren in folgender Reihenfolge zu tragen:
1. Medaille zum Ehrentitel  Held der DDR
2. Karl-Marx-Orden
3. Medaille zum Ehrentitel  Held der Arbeit
4. Stern der Völkerfreundschaft
5. Vaterländischer Verdienstorden
6. Banner der Arbeit
7. Scharnhorst-Orden
8. Blücher-Orden
9. Kampforden „Für Verdienste um Volk und Vaterland“